# Hrabowez (Stryj)
Hrabowez (ukrainisch Грабовець; russisch Грабовец/Grabowez, polnisch Grabowiec Stryjski) ist ein Dorf in der ukrainischen Oblast Lwiw in der Westukraine mit etwa 980 Einwohnern.
Die Ortschaft liegt im Westen der historischen Landschaft Galizien im Rajon Stryj, etwa 4 Kilometer südwestlich vom Rajonzentrum Stryj und 69 Kilometer südwestlich vom Oblastzentrum Lwiw entfernt.
Am 11. August 2015 wurde das Dorf zum Zentrum der neu gegründeten Landgemeinde Hrabowez (Грабовецька сільська громада/Hrabowezka silska hromada), zu dieser zählen auch noch die 5 Dörfer Dowholuka (Довголука), Kolodnyzja (Колодниця), Konjuchiw (Конюхів), Monastyrez (Монастирець) und Wolja-Dowholuzka (Воля-Довголуцька), bis dahin bildete es die Landratsgemeinde Hrabowez.
2020 wurde die Landgemeinde wieder aufgelöst und die Teile der neugegründeten Landgemeinde Hrabowez-Duliby zugewiesen.
Der Ort wurde 1693 zum ersten Mal schriftlich erwähnt, lag zunächst in der Adelsrepublik Polen-Litauen, Woiwodschaft Ruthenien, und kam 1772 als Grabowice (später Grabowiec) zum damaligen österreichischen Kronland Galizien (bis 1918 dann im Bezirk Stryj).
Nach dem Ende des Ersten Weltkrieges kam er zu Polen, war hier ab 1921 als Grabowiec Stryjski in die Woiwodschaft Stanislau, Powiat Stryj, Gmina Grabowiec Stryjski eingegliedert und wurde im Zweiten Weltkrieg erst von der Sowjetunion und ab 1941 bis 1944 von Deutschland besetzt und dem Distrikt Galizien angeschlossen. Nach der Rückeroberung durch sowjetische Truppen 1944 kam er 1945 wiederum zur Sowjetunion und wurde in die Ukrainische SSR eingegliedert, seit 1991 ist der Ort Teil der unabhängigen Ukraine.